# Accidente de Cebu Douglas C-47 de 1957
El accidente de 1957 de un avión Douglas C-47 llamado Mt. Pinatubo, en las laderas del monte Manunggal, Cebú, Filipinas, mató al séptimo presidente de Filipinas, Ramón Magsaysay, y a otros 24 pasajeros. Se estima que el accidente ocurrió a las 1:40 a. m., 17 de marzo de 1957, hora estándar de Filipinas (17:40 p. m., 16 de marzo de 1957, GMT). Varios funcionarios gubernamentales y militares filipinos de alto rango, así como periodistas, también se encontraban entre los muertos. Un reportero del Philippine Herald, Nestor Mata, fue el único sobreviviente del accidente.
En el momento de su muerte, el presidente Magsaysay, un nacionalista, era muy popular y se esperaba que ganara fácilmente la reelección en las elecciones presidenciales de noviembre.

## Aviones y tripulación
El avión involucrado en el accidente fue un nuevo motor bimotor C-47A-75-DL recientemente reacondicionado, 42-100925, c / n 19388, que fue operado por la Fuerza Aérea de Filipinas y sirvió como el avión presidencial oficial de Magsaysay. El avión había sido comprado recientemente con menos de 100 horas de vuelo registrado. Tenía una tripulación de cinco, todos los oficiales de la Fuerza Aérea de Filipinas dirigidos por el piloto, el mayor Florencio Pobre.
El avión fue llamado Mt. Pinatubo por un gran volcán inactivo, más conocido como la montaña más alta de la provincia natal de Magsaysay, Zambales. En 1991, el Monte Pinatubo, que había estado inactivo desde el siglo XIV, entró en erupción en la que fue la segunda erupción terrestre más grande del siglo XX, dejando más de 800 muertos.

## Accidente

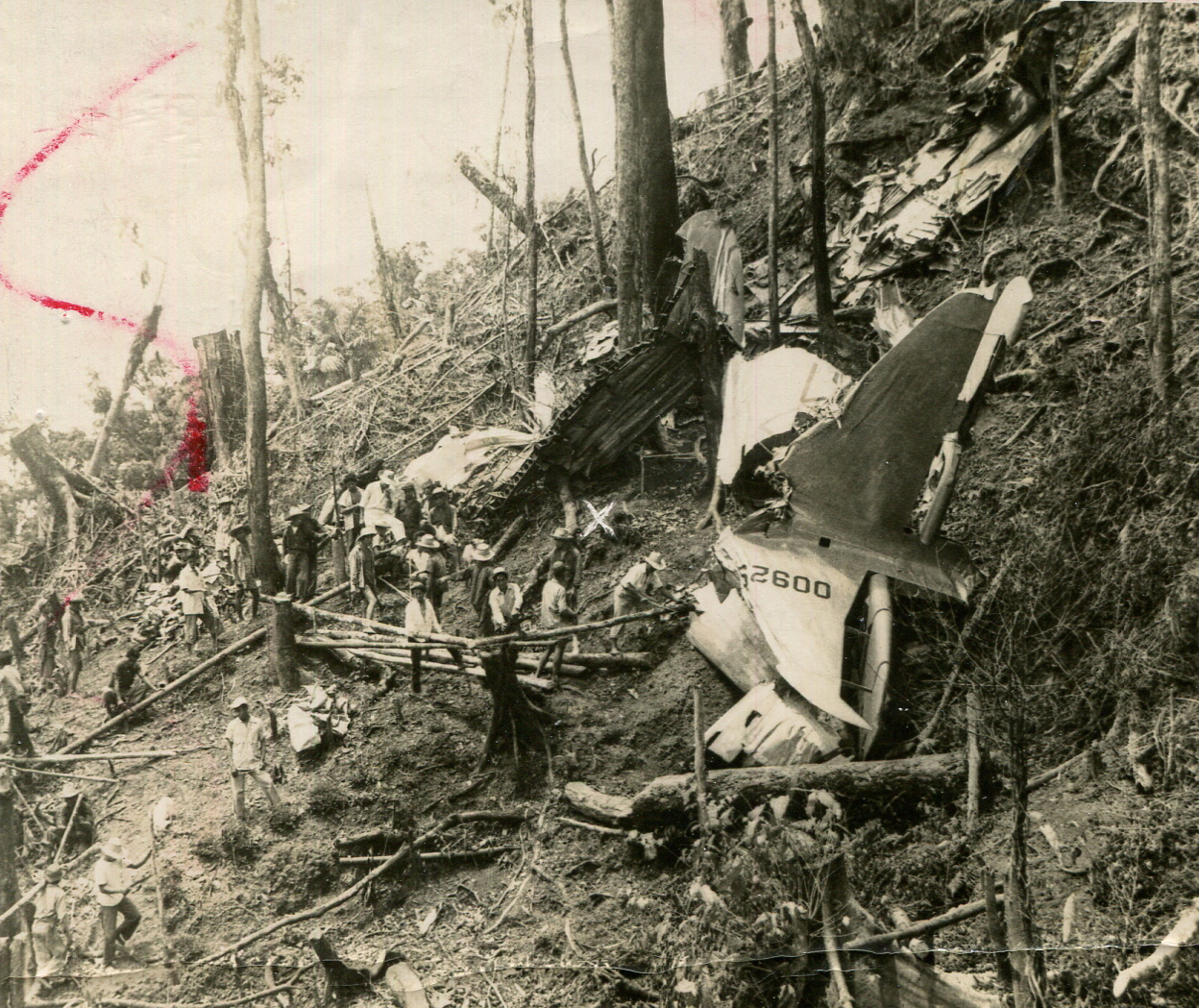
Sitio del accidente del Cebu Douglas c-47

El 16 de marzo de 1957, el presidente Magsaysay llegó a la ciudad de Cebú para una serie de conversaciones en la ciudad ese mismo día. Habló en una convención de veteranos de USAFFE, en la Universidad de las Visayas, el Southwestern College y en la Universidad de San Carlos. Por la noche, asistió a una fiesta en la casa del alcalde de la ciudad de Cebú, Sergio Osmeña, Jr. Partió hacia el aeropuerto de Lahug y abordó su avión poco antes de la medianoche, enviado al aeropuerto por un grupo dirigido por el padre del alcalde, el expresidente Sergio Osmeña.
El avión despegó del aeropuerto de Lahug hacia Nichols Field, a unos 640 kilómetros de distancia, cerca de Manila, a la 1:00:00 a. m., el domingo 17 de marzo. El clima era bueno y el techo era ilimitado con nubes bajas y una luna brillante. Testigos presenciales en tierra observaron que el avión no había ganado suficiente altitud al acercarse a las cadenas montañosas de Balamban. A las 01:17:00 a. m., el avión llamó por radio a la casa presidencial oficial, Malacañang, para que el presidente fuera al campo de Nichols alrededor de las 03:15 a. m. Dicha comunicación fue la última que transmitió el avión.
Surgieron las preocupaciones después de que el avión de Magsaysay no llegara a Nichols Field a tiempo. A la hora del desayuno, la primera dama Luz Magsaysay y la familia Magsaysay fueron informados de que el avión había desaparecido. Las Fuerzas Armadas de Filipinas instituyeron una búsqueda aérea y marítima con la ayuda de la Fuerza Aérea y la Marina de los Estados Unidos. La búsqueda se había centrado inicialmente en el mar, ya que gran parte de la ruta de vuelo discurría sobre el océano. La noticia también se había extendido por todo Manila y el resto de Filipinas, la gente lloraba abiertamente al enterarse del vuelo perdido.
A media tarde del 17 de marzo, un funcionario local de la ciudad de Cebú anunció que el avión se había estrellado en las laderas del monte Manunggal, en Balamban, Cebú, aproximadamente a 22 millas al noroeste de la ciudad de Cebú. Varios residentes locales habían escuchado el accidente y descubrieron los restos del avión en llamas en la mañana del 17. Descubrieron a un sobreviviente, Nestor Mata, un periodista del periódico Philippine Herald, al que transportaron por la montaña. Mata, que sufrió quemaduras de segundo y tercer grado, estimó que el avión se había estrellado alrededor de la 1:40:00 a. m. No hubo otros sobrevivientes. Los rescatistas militares llegaron al lugar del accidente al día siguiente, 18 de marzo. El cuerpo del presidente Magsaysay fue identificado por su hermano a través de su reloj de pulsera y luego confirmado por los registros dentales. Se determinó que en el momento del accidente, Magsaysay había estado dentro de su cabina especial, ubicada justo detrás de la cabina del piloto.
A las pocas horas de la identificación oficial del cuerpo del presidente Magsaysay, el vicepresidente Carlos P. García juró como el octavo presidente de Filipinas. En el momento del accidente, García había estado en Australia, asistiendo a una conferencia de la SEATO.

## Pasajeros
Además del presidente Magsaysay y Mata, el avión transportaba a 24 pasajeros más, incluido el exsenador Tomas Cabili, héroe del movimiento de resistencia guerrillera durante la Segunda Guerra Mundial; Secretario de Educación Gregorio Hernández; Representante Pedro López (1915–1957) del 2.º Distrito de Cebú; y el general Benito Ebuen (1912–1957), comandante general de la Fuerza Aérea de Filipinas. También a bordo estaba el ex olímpico Felipe Nunag, que luego se desempeñaba como ayudante de campo de Magsaysay. Los otros pasajeros incluyeron varios ayudantes civiles y militares del presidente y tres periodistas. El escritor de discursos y asesor presidencial Jesús Paredes, Jr., padre del cantante Jim Paredes y del periodista Ducky Paredes, fue uno de los fallecidos en el accidente.

## Investigación
Hubo especulaciones iniciales de que el accidente había sido causado por un sabotaje. Magsaysay se destacó por primera vez cuando, como Secretario de Defensa durante la administración Quirino, dirigió la lucha contra la insurgencia de inspiración comunista del movimiento Hukbalahap. Sin embargo, no surgieron pruebas para apoyar la teoría del sabotaje. El 27 de abril de 1957, el jefe de la Policía de Filipinas, general Manuel F. Cabal, testificó ante un comité del Senado que el accidente había sido causado por fatiga del metal, que había roto un eje de transmisión que causó una falla eléctrica a bordo del avión poco después del despegue. Agregó que mientras el avión estaba ganando altitud, el eje del husillo del carburador del motor se había roto.